# Засідка біля Тонго-Тонго
15°03′26″ пн. ш. 1°50′06″ сх. д. / 15.057277777778° пн. ш. 1.8351111111111° сх. д.
4 жовтня 2017 року у населеного пункту Тонго-Тонго (Нігер) бойовики з угруповання Ісламська держава у Великій Сахарі (ISGS) влаштували засідку на нігерських солдатів та американських спецназівців, коли ті поверталися на базу після місії зі збору інформації про місцезнаходження Аднана Абу Валіда Сахраві (лідера ISGS).
У цьому бою загинуло 4 американські спецназівці — «зелені берети» та 5 підготовлених американцями нігерійських спецназівців. 4 американці загинуло — але яку бурю це викликало у військових та політичних колах.
Міністерством оборони США було миттєво підготовлено та передано до преси службовий звіт про операцію. Начальник комітету начальників штабів Данфорд (аналог начальника Генштабу ЗСУ) розповів на відкритій прес-конференції усі деталі операції, все, що було відомо про обставини загибелі бійців. Федеральне бюро розслідувань направило до Нігеру слідчих для вивчення обставин справи.
США застосовують спецназ у десятках країн світу. У Нігері американський контингент складає близько 800 людей (на момент подій біля селища Тонго-Тонго).

## Історія
У січні 2013 року представник Нігеру повідомив агентству Рейтер, що Біса Вільямс, тодішній посол Сполучених Штатів у Нігері, попросила дозволу створити базу безпілотників на зустрічі з президентом Нігеру Махамаду Ісуфу. 5 лютого 2013 року офіційні особи Нігеру та США заявили, що обидві країни підписали угоду про статус сил, яка дозволила розгорнути розвідувальні БПЛА. У той самий місяць президент США Барак Обама відправив Нігер 150 військовослужбовців на допомогу Франції боротьби з тероризмом у північному малійському конфлікті.
У жовтні 2015 року Нігер і США підписали військову угоду, що зобов'язує обидві країни «Працювати разом у боротьбі з тероризмом». Інструктори із спецназу армії США (що зазвичай називається «зеленими беретами») здійснювали навчання і підготовку солдатів для Збройних сил Нігера для боротьби з терористами з сусідніх країн. У жовтні 2017 року в Нігері налічувалося близько 800 військовослужбовок США, більшість з яких працювала над створенням другої бази безпілотних літальних апаратів для американських і французьких літаків в Агадезе. Очікується, що будівництво бази буде завершено в 2018 році, що дозволить США проводити наглядові операції з Reaper General Atomics MQ — 9 для моніторингу військових операцій ІДІЛ, що відбуваються на півдні і інших екстремістських формувань на півночі від регіону
У 2015 році Ісламська держава у Великій Сахарі була створена Аднаном Абу Валідом аль-Сахраві, який був представником та старшим керівником Руху за єдність та джихад у Західній Африці (ДЕДЗА), що є частиною Аль-Каїди у країнах ісламського Магріба. У серпні 2013 року ДЕДЗА об'єдналося з аль-Мурабітун, яка заприсяглася у вірності емірам Аль-Каїди Айман аль-Завахірі. У травні 2015 року Сахраві виступив від імені аль-Мурабітун і пообіцяв свою відданість Ісламській державі Іраку та Леванту та його керівнику Абу Бакру аль-Багдаді. Проте декларація не була визнана лідером групи Мохтаром Белмохтаром та прихильниками «Аль-Каїди», створивши розкол у групі. За даними Міністерства оборони Сполучених Штатів, лідери ІДІЛ у Сирії визнали відданість Сахраві через своє агентство новин Amaq, але ISGS «офіційно не визнано офіційним підрозділом ІДІЛ». Перша підтверджена терористична атака ISGS була проведена 2 вересня 2016 року, коли бійці напали на митний пост у Маркеї, Буркіна-Фасо, напад, який спричинив втрату одного прикордонника та цивільних осіб.
За даними Управління Організації Об'єднаних Націй з координації гуманітарних питань (УКГД), з початку 2016 року в районах Тахуа та Тіллабері Нігера сталося щонайменше 46 нападів бойовиків. УКГД також повідомило, що сім районів у двох регіонах перебували у стані надзвичайного стану з березня 2017 року, і уряд продовжив надзвичайний стан ще на три місяці до 18 вересня. У червні 2017 року Збройні сили Нігеру розпочали військову операцію з відновлення безпеки у Тіллабері.

## Попередні події
3 жовтня 2017 року дванадцять американських спецназівців з 3-ої групи спеціального призначення (3rd Special Forces Group) супроводжували тридцять нігерійських солдатів з батальйону безпеки і розвідки (Bataillon Sécurité et de Renseignement або BSR) у рамках цивільної розвідувальної місії по збору інформації зблизька Тонго Тонго в районі Тиллабери в Нігері. У відеоролику, записаному перед засідкою, молоді люди їдуть на мотоциклах, озброєні рушницями і кулеметами, висловлюють ісламістські гасла і говорять про те, що вони зроблять у тому випадку, якщо вони захоплять солдатів, причому один з них говорить, що обезголовить їх. Американці пересувалися на двох озброєних технічках і одному неозброєному Toyota Land Cruiser. Четвертий транспортний засіб був наданий нигерцам Центральним розвідувальним управлінням, на борту якого було спеціалізоване обладнання для спостереження.
4 жовтня група розвідки зустрілася з місцевими лідерами і попросила їх надати інформацію про місцезнаходження спільника Аднана Абу Валида аль-Сахрави. Солдати США були розділені на дві групи: одна група залишилася в стороні від боестолкновений і охороняла транспортні засоби, а інша група була на нараді з місцевими представниками. Проте зустріч тривала тривалий час, що викликало у групи, що охороняє транспортні засоби, підозри про те що щось не так, особливо коли вони побачили, як з села поїхали два мотоциклісти. В той момент розвідгрупа почало підозрювати, що місцевий лідер є спільником терористичного угрупування (ISGS). Після закінчення зустрічі солдати повернулися до іншої (що охороняє) частини підрозділу і до їх неброньованих автомобілів.

## Бій
Група виїхала до району пошуку. Впевненість у своїх силах та недооцінка загрози запустила ланцюжок подій. Американці заїхали в один населений пункт — працювали з місцевим населенням, і інформація про їхнє перебування в районі стала відома місцевим мешканцям та керівництву терористів.
Коли американці приїхали до Тонго-Тонго, там їх уже чекали. На під'їзді вони виявили підозрілі пересування мотоциклістів, за їхньою колоною стежили. Пошук у Тонго-Тонго нічого не дав. Але коли колона виїхала, по ній було відкрито вогонь зі стрілецької зброї. Обстріл вівся з одного з будинків та савани — було 11.35.
Обстріл був хаотичним, але щільним. Американці зупинилися, щоб відбити атаку. Зупинка для колони виявилася фатальною. Незважаючи на вогонь у відповідь американців і нігерійців, обстріл з посадки посилювався. Американський спецназівець взяв трьох нігерійців і спробував обійти засідку з флангу.
Тут вони виявили, що до противника прямують підкріплення. Сили противника американці оцінили досить скромно — близько 50 бойовиків зі стрілецькою зброєю, гранатометами і нібито навіть з легким мінометом. Втім, його застосування у бою було непомітним. Бойовики були місцевими, вони відрізнялися гарною мотивацією, готовністю йти в контактний бій та мобільністю, оскільки пересувалися на машинах з кулеметами та на мотоциклах.
Колона стояла на відкритому місці і вела перестрілку, тоді як бойовики діяли ініціативніше і оточували загін з флангу. Несподіваним для американського спецназу стала організованість противника та ефективність його вогню.
Насправді, із засідки спочатку можна було б просто виїхати, додати в швидкості. Але недооцінка противника призвела до найгіршого сценарію — зупинки на відкритому місці. Бойовики маневрували, американсько-нігерійський загін стояв дома. Не було зумовлено раптовістю нападу.
Противнику було віддано ініціативу, і не навчені африканські бойовики використали цю нагоду, і пішли вперед. Близького бою нігерійський спецназ не витримав — більшість бійців втекла. Таким чином, американські командири переоцінили боєздатність свого загону — реальний бій витримали не всі. Але кілька нігерійців залишилися з американцями остаточно. На мотоциклах та пікапах група бойовиків обійшла поріділий загін із флангу та почався розгром.
Американці відстрілювалися через машини, а з флангу вони були відкриті. Більшість нігерійців уже втекли, і ось тільки тоді американці розпочали відхід. Але було вже запізно. Під час відходу бойовики почали підходити ближче, їхній вогонь став точнішим. Відійти вдалося не всім.
Першим загинув під час відходу штаб-сержант Джеремая Джонсон. Його товариші Браян Блейк і Дастін Райт намагалися його врятувати, витягнути, і затрималися поряд з тілом на відкритій ділянці місцевості, що прострілювалася. Блейк та Райт загинули. Це було приблизно о 12 годині — через півгодини після початку бою.
Частина групи, що залишилася, відірвалася від супротивника, але потім сержант ЛаДевід Джонсон і три нігерійські спецназівці вирішили повернутися за своїми товаришами — він ще не знав, що з ними сталося. Однак бойовики не стояли на місці — вони переслідували колону, що відходить, на машинах і мотоциклах і виявили групу Джонсона, яка намагалася відірватися бігом. Група почала відходити з боєм — але в результаті загинули всі, включаючи американського сержанта.
Тільки о 12.30, через годину бою, американський спецназ повідомив про розгром на базу. Однак потім американці… самі знищили свій радіозв'язок. Побоюючись захоплення техніки противником, спецназівці знищили радіостанції, і таким чином управління боєм було практично втрачено. Решта групи — сім американців і чотири нігерійці, які втратили свої машини, зайняли оборону. Незабаром над Тонго-Тонго з'явилися французькі літаки, навести їх на цілі не було чим, але бойовики припинили переслідування.

## Підсумки бою
Декілька десятків бойовиків зуміли завдати поразки загону спецназу, значно поступаючись у техніці, зв'язку, індивідуальній підготовці і не маючи великої переваги в чисельності.
Результати бою набули великого резонансу в американській політиці та пресі — і цей випадок вкрай повчальний для України. Як із військової точки зору — так і з політичної точки зору. Всі деталі бою встановлені, і критика дій військових відкрита, і суспільство, і держава розуміють значення цієї критики, щоб запобігти повторенню помилок та загибелі людей в аналогічній ситуації.

## Втрати сторін

### США та Нігеру
- Усього: 9 убитих, 10 поранених.
- Нігер: 5 убитих, 8 поранених.
- США: 4 вбиті, 2 поранені

### ІДІЛ
- Всього: 21 убитий (за даними США).